# Адиль Эль Арби и Билал Фалла
А́диль Эль А́рби (англ. Adil El Arbi; род. 30 июня 1988) и Била́л Фа́лла (англ. Bilall Fallah; род. 4 января 1986) - бельгийские режиссёры кино и телевидения марокканского происхождения. Дуэт, который в совокупности называют Адиль & Билал, известен как автор и режиссер таких художественных фильмов, как «Image» (2014), «Black» (2015) и «Gangsta» (2018), а также «Плохие парни навсегда», третью часть франшизы «Плохие парни» с Уиллом Смитом и Мартином Лоуренсом в главных ролях.

## Карьера
Адиль Эль Арби и Билалл Фаллах вместе учились в киношколе. Первым их режиссерским проектом стала короткометражный фильм «Broeders» (2011), получивший  высокую оценку критиков; их последующие фильмы, «Black» (2015) и «Patser» (2018), также получили положительные отзывы. Они сняли первые два эпизода телесериала «Snowfall», которые вышли в эфир 5 и 12 июля 2017 года, а также музыкальный клип Dimitri Vegas & Like Mike «When I Grow Up», в котором участвовал американский рэпер Уиз Халифа. Помимо режиссуры фильма «Плохие парни навсегда», дуэт также был назначен режиссёром фильма «Полицейский из Беверли-Хиллз: Аксель Фоули», четвертой части серии фильмов «Полицейский из Беверли-Хиллз», в которой Эдди Мерфи снова исполняет свою роль. Дуэт также будет режиссёром и исполнительным продюсером телесериала «Мисс Марвел» (2022) для стримингового сервиса Disney+. В мае 2021 года было объявлено, что дуэт снимет фильм по мотивам персонажа Бэтгёрл для HBO Max. В апреле 2022 года было объявлено, что дуэт больше не будет режиссёром фильма «Полицейский из Беверли-Хиллз: Аксель Фоули».

## Фильмография
| Год  | Название              | Режиссёры | Сценаристы     | Примечания             |
| ---- | --------------------- | --------- | -------------- | ---------------------- |
| 2011 | Broeders              | Да        | Адиль Эль Арби | Короткометражный фильм |
| 2014 | Изображение           | Да        | Да             |                        |
| 2015 | Чёрный                | Да        | Да             |                        |
| 2017 | Хэштег                | Да        | Да             |                        |
| 2018 | Гангста               | Да        | Да             |                        |
| 2020 | Плохие парни навсегда | Да        | Нет            |                        |
| 2022 | Rebel                 | Да        | Да             |                        |
| —    | Бэтгёрл               | Да        | Нет            | Отменён                |

### Сериалы
| Год  | Название    | Режиссёры | Сценаристы | Исполнительные продюсеры | Примечания                         | Актёр               |
| ---- | ----------- | --------- | ---------- | ------------------------ | ---------------------------------- | ------------------- |
| 2012 | Бергика     | Да        | Да         | Нет                      |                                    |                     |
| 2017 | Снегопад    | Да        | Нет        | Нет                      | 2 эпизода                          |                     |
| 2021 | Почва       | Да        | Нет        | Нет                      | 2 эпизода                          |                     |
| 2022 | Мисс Марвел | Да        | Нет        | Да                       | 2 эпизода исполнительные продюсеры | Билал Фалла (камео) |

## Внешние ссылки
- Адиль Эль Арби (англ.) на сайте Internet Movie Database
- Билал Фалла (англ.) на сайте Internet Movie Database